# 帕特里克·库珀
帕特里克·库珀（英語：Patrick Cooper，1968年—），新西兰男子高山滑雪运动员。他曾代表新西兰参加1988年、1992年和1994年冬季残疾人奥林匹克运动会高山滑雪比赛，获得四枚金牌、一枚银牌和一枚铜牌。